# FN FNC
Lo FNC (in francese: Fabrique Nationale Carabine) è un fucile d'assalto NATO da 5,56 × 45 mm sviluppato dal produttore belga di armi FN Herstal e presentato alla fine degli anni 1970.

## Sviluppo

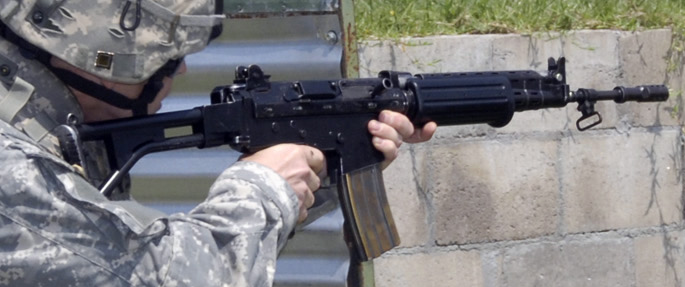
Un fante US Army impegnato in un esercizio di tiro sotto sforzo con lo FN FNC.

Lo FNC è stato sviluppato tra il 1975 e il 1977 per le gare di standardizzazione della NATO, come alternativa meno costosa al fucile M16. Il progetto del fucile si basa sul prototipo FNC 76, che a sua volta deriva dal fucile FN CAL, di modesto successo commerciale. Questo prototipo venne presto ritirato dalla competizione della NATO, dopo aver ottenuto scarsi risultati a causa del suo sviluppo affrettato.
Il primo Stato ad adottare l'FNC fu l'Indonesia, che acquistò circa 10 000 fucili nel 1982 per la propria aeronautica. In seguito, il governo indonesiano acquisì una licenza che consentiva all'azienda indonesiana PT Pindad di produrre il fucile per tutti i reparti delle forze armate, come Pindad SS1 e Pindad SS2.
Tra il 1981 e il 1982 si svolsero delle gare per le forze armate svedesi, con la partecipazione di prototipi aggiornati che dimostrarono utilità ed efficacia del progetto, il che destò favorevole impressione tanto sui militari svedesi quanto sullo stato maggiore dell'esercito svedese che seguiva da remoto la sperimentazione. La Svezia nel 1986 adottò per la produzione nazionale una versione dell'FNC, che chiamò Ak 5. Lievemente modificato, rimane il fucile d'ordinanza delle forze armate finlandesi.
In seguito l'FNC fu adottato dalle forze armate belghe come sostituto generale dello FN FAL in 7,62 × 51 mm NATO, dopo essere stato assegnato per anni in piccola tiratura alle truppe aviotrasportate.
È anche il fucile d'ordinanza delle forze armate di Tonga, un microstato nell'oceano Pacifico.

### Meccanica

Diagramma di ricarica a sottrazione di gas.

L'FNC è un'arma a fuoco selettivo che usa un sistema a corsa lunga e un meccanismo di blocco a otturatore girevole con due alette che impegnano incavi corrispondenti dell'estensione della canna. L'otturatore viene ruotato e sbloccato dall'interazione del perno a camme dell'otturatore con una guida a camme contenuta nel portaotturatore. Complessivamente, il meccanismo ricorda decisamente quello dei fucili Kalašnikov, ma adattato a più avanzati progetto e metodi produttivi. La parte posteriore della fessura della maniglia di armamento, tagliata nel castello superiore per la maniglia di armamento, è coperta da un riparo a molla che si apre automaticamente quando la maniglia arretra, e chiude automaticamente il varco quando la maniglia ritorna in avanti.

### Caratteristiche

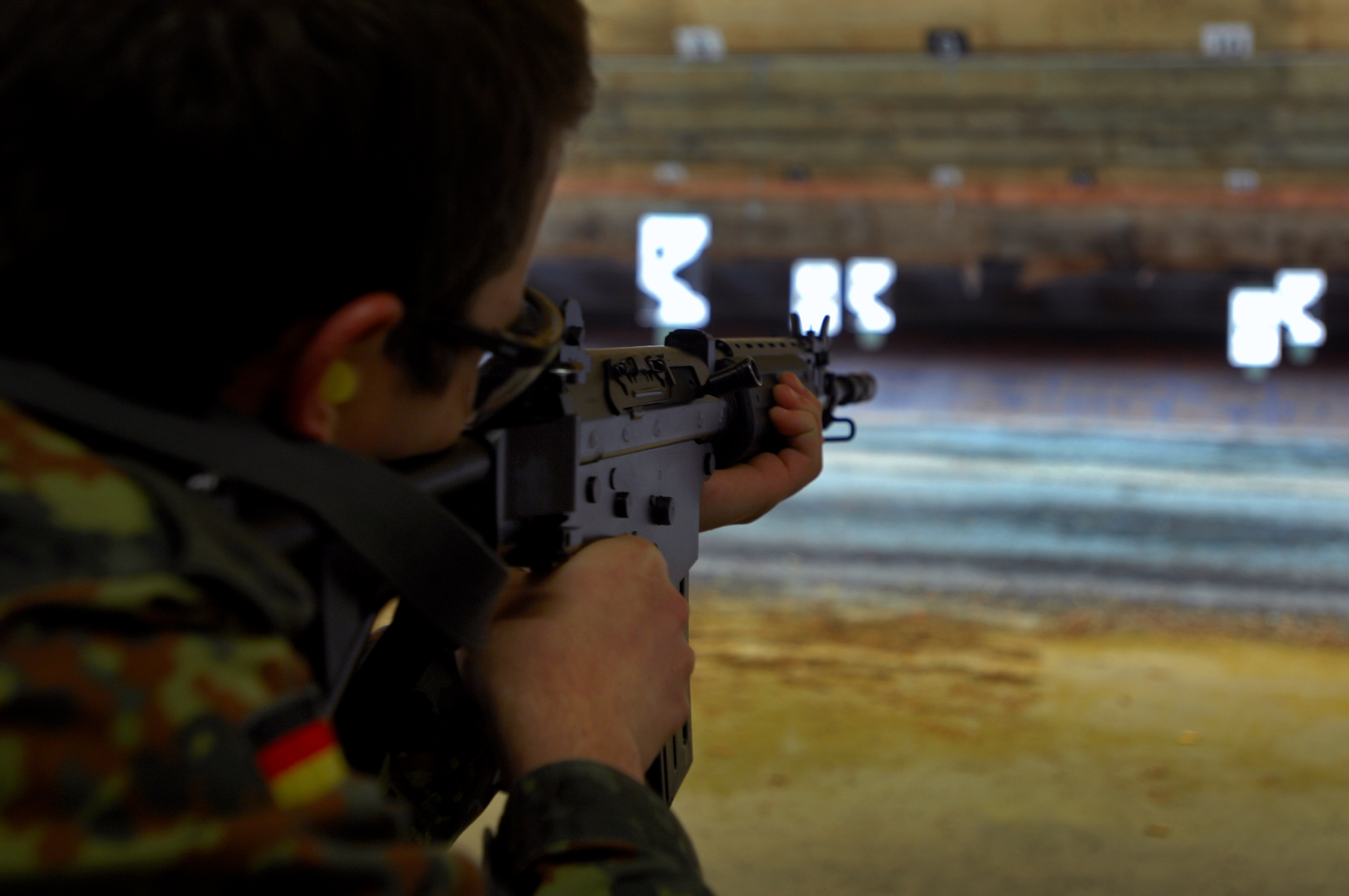
Un soldato tedesco punta un FN FNC durante una gara di tiro belga/tedesca presso Ramstein Air Base, Germania, 2009.

L'estrattore a molla si trova all'interno della testa dell'otturatore, mentre l'espulsore è fisso e rivettato all'interno dell'alloggiamento del castello. L'FNC utilizza una valvola del gas a due posizioni, un meccanismo di sparo a percussione e un grilletto con un selettore di tiro che è contemporaneamente la sicura manuale, prevenendo spari accidentali. La leva del selettore si trova sul lato sinistro del castello e ha 4 impostazioni: "S" - sicura, "1" - colpo singolo (semiautomatico), "3" - raffica controllata da 3 colpi, "A" - raffica libera.
La canna dell'FNC dispone di uno spegnifiamma che si usa anche per lanciare granate da fucile NATO standard da 22 mm (questa funzione è presente solo sul fucile ordinario). Il blocco del gas prevede un'impostazione della valvola usata per isolare il sistema di recupero del gas, fornendo un volume aumentato di gas propellente necessario per tirare una granata da fucile. L'interruttore in lamierino della valvola gas, quando è ruotato verso l'alto, agisce come una tacca di mira a forma di V, utile per mirare con la granata inserita nel vivo di volata. La testa e l'estensione del pistone, così come il blocco dell'attacco gas, l'anima della canna e la camera di cartuccia, sono sottoposti a cromatura pesante per ridurre al minimo gli effetti delle incrostazioni di propellente.
Il fucile si alimenta da caricatori in acciaio, da 30 colpi, intercambiabili con quelli del fucile M16 americano (conformi allo STANAG 4179). Dopo lo sparo dell'ultimo colpo, l'otturatore rimane chiuso, poiché non è previsto il mantenimento automatico dell'otturatore. Tuttavia, la maniglia dell'otturatore può essere azionata manualmente per tenere l'otturatore aperto. I caricatori FNC funzionano nei fucili di tipo AR-15/M16, ma il caricatore non tiene aperto l'otturatore all'ultimo colpo, a meno che non siano stati modificati con un caricatore di tipo M16.
Il calcio “scheletrico" in lega leggera, rivestito in plastica, si ripiega sul lato destro del castello.  È disponibile anche un calcio fisso sintetico (poliammide).
Il castello superiore è realizzato in acciaio stampato, mentre il castello inferiore, insieme all'alloggiamento del caricatore, è realizzato in lega di alluminio.

### Congegni di mira
L'arma è dotata di una tacca di mira pieghevole e regolabile (per compensare il vento laterale, quando necessario) con due aperture impostabili per 250 e 400 m, mentre il mirino anteriore è regolabile in elevazione. È possibile montare ottiche come il mirino telescopico Hensoldt 4× con l'ausilio di un adattatore montato sul castello.

### Accessori
La dotazione normale comprende una baionetta a ghiera o una variante della baionetta a lama statunitense M7 (con l'uso di un adattatore per l'innesto) e una tracolla. Il fucile può essere munito di un bipiede montato alla canna e di adattatore per cartucce a salve.

## Varianti
Lo FNC è prodotto in due principali configurazioni: un fucile di lunghezza normale e uno accorciato (carabina). Il fucile "Standard" Model 2000 e la carabina "Short" Model 7000 sono equipaggiati di canne con 6 solchi destrorsi e un rapporto di rigatura 178 mm (1:7 in) usati per stabilizzare il proiettile belga più pesante e più lungo SS109. Il fucile Model 0000 e la carabina Model 6000 usano un rapporto di rigatura più lento 305 mm (1:12 in) per il proiettile americano più corto e più leggero M193.
Fabrique Nationale produce anche carabine versione "polizia" col solo funzionamento semiautomatico: il Model 7030 con un rapporto di rigatura 178 mm (1:7 in) e il Model 6040 con un rapporto di rigatura 305 mm (1:12 in). Queste carabine a fuoco non selettivo presentano una canna da 410 mm e sono in grado di lanciare bombe da fucile (presumibilmente per gli artifici lacrimogeni) e di inastare una baionetta.

### Svezia

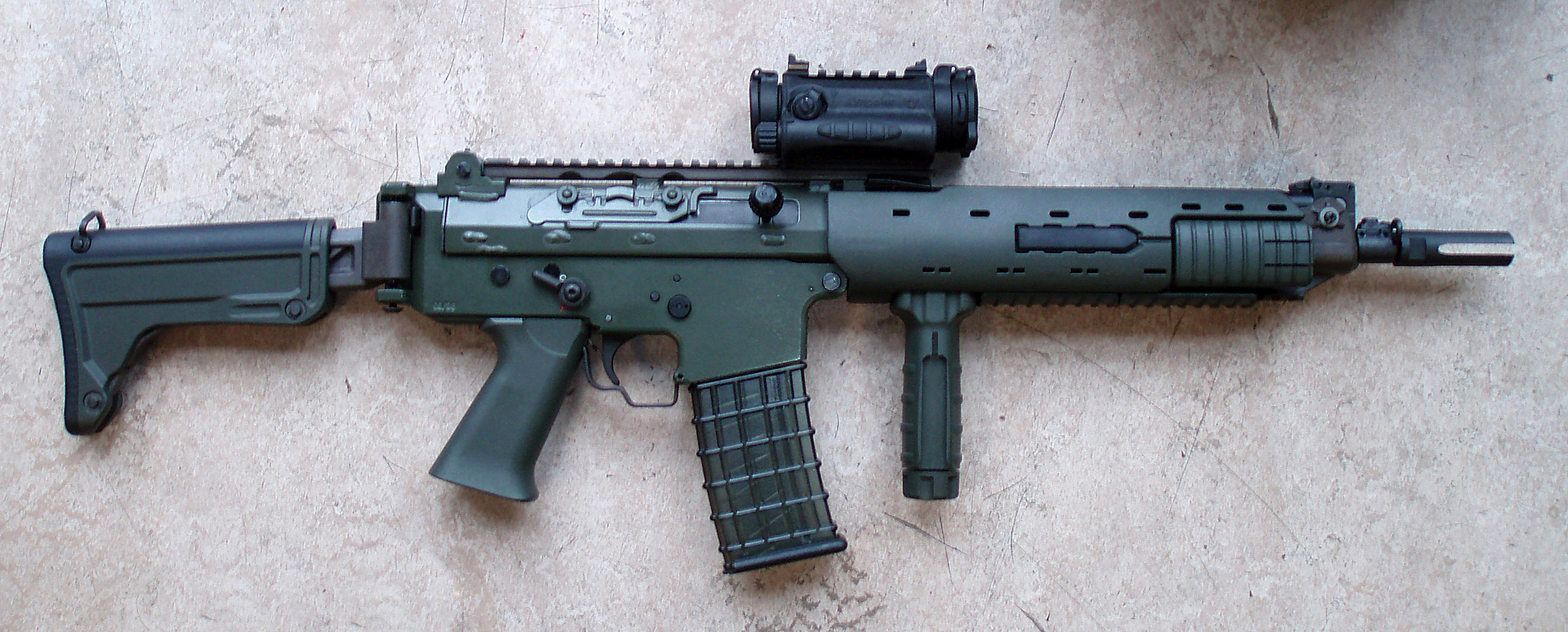
L'Ak 5C rappresenta la più recente evoluzione svedese dell'FNC.

Il fucile d'ordinanza svedese costruito da Bofors Ordnance (oggi BAE Systems Bofors) è un fucile Model 2000 ammodernato, sprovvisto della modalità "raffica controllata da 3 colpi". Fu accettato per le forze armate nel 1986 come Ak5; dopo diffuse gare e parecchie modifiche, sostituì l'Ak4 in 7,62 mm (una versione su licenza dell'Heckler & Koch G3). Bofors ha prodotto parecchie varianti dell'A5 "base": Ak 5B (dotato di mirino ottico britannico 4× SUSAT ma senza congegni di mira meccanici in ferro), l'Ak 5 C (una variante modulare progettata per la compatibilità con vari accessori), e l'Ak 5d (una variante compatta per equipaggi di veicoli e ranger).

### Indonesia

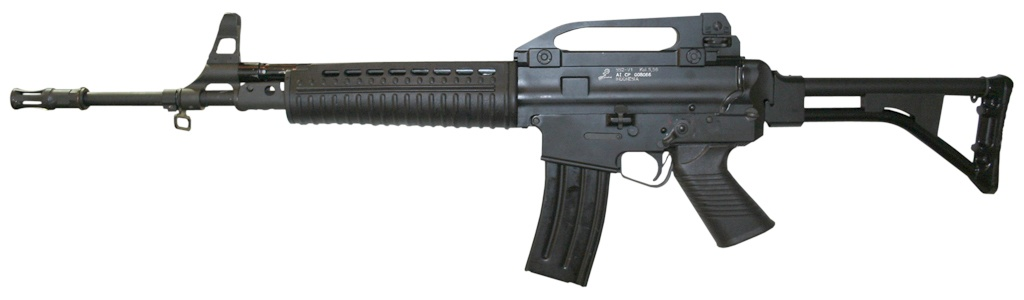
Il Pindad SS2-V1 rappresenta la più recente evoluzione indonesiana dell'FNC.

In Indonesia si utilizza come fucile d'ordinanza per le forze armate nazionali una versione modificata dell'FNC, prodotta sotto licenza come Pindad SS1 con adattamenti per le condizioni della giungla. Ne esiste una versione "paramilitare" (V1-V2) dell'SS1 creata per la polizia, utilizzata dal Korps Sabhara, nel calibro 7,62 × 45 mm Pindad. Questa cartuccia è una versione maggiorata della cartuccia 5,56 × 45 mm, che prevede un proiettile a punta arrotondata simile al .30 Carbine ed è stata creata per la/il guerra urbana/combattimento ravvicinato. Il Pindad SS2 è una versione aggiornata del Pindad SS1. I fucili SS2 sono stati introdotti in servizio dal 2006 tra forze armate e polizia indonesiane per sostituire gradualmente i fucili SS1, adottati dagli anni 1990. Esiste pure la variante SS Blackout-V1 nel calibro .300 Blackout.

## Utilizzatori

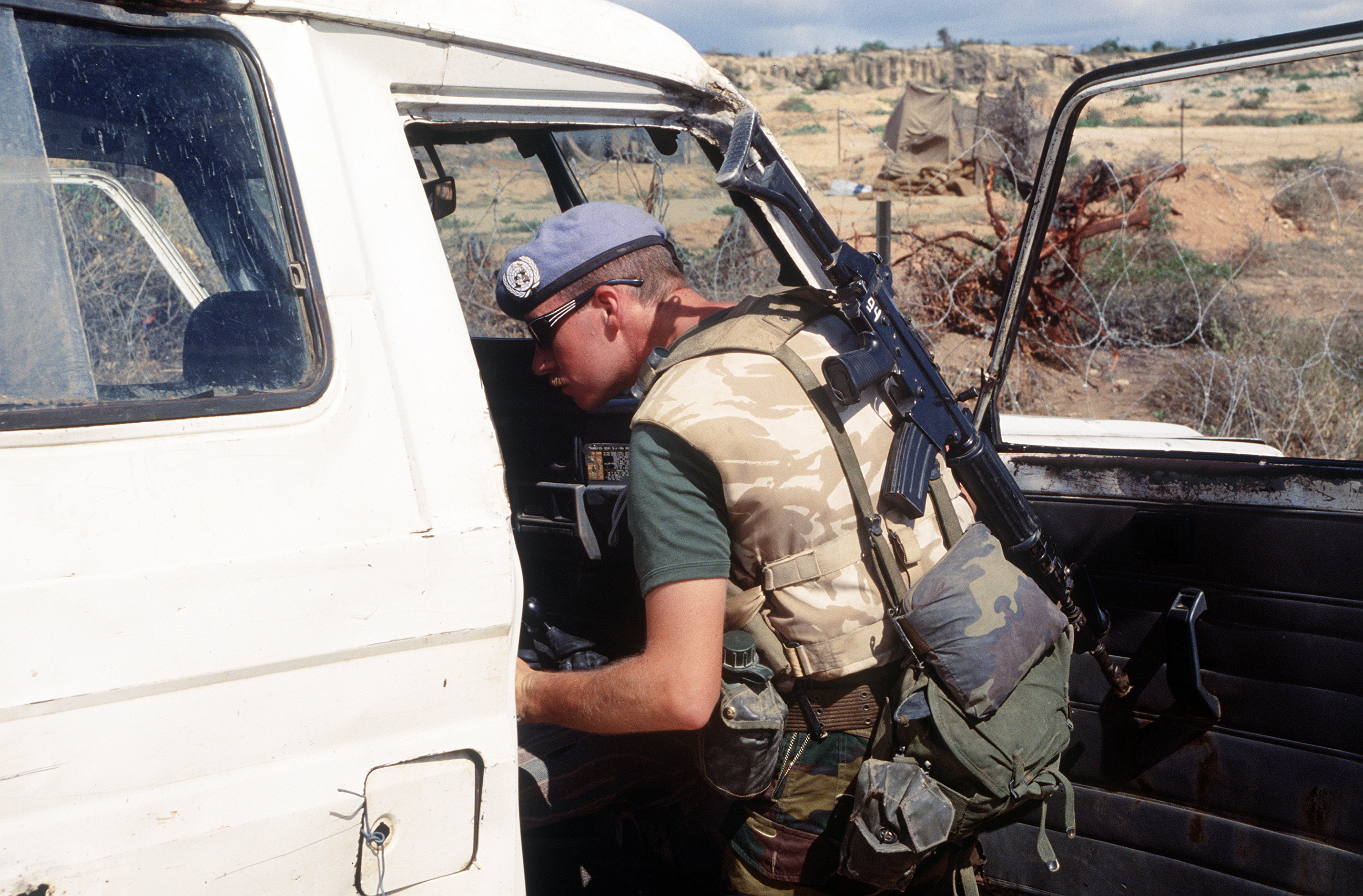
Un soldato belga esegue un posto di controllo stradale in Somalia nel 1993, nell'ambito della missione internazionale Unified Task Force.

- Belgio: Fucile d'ordinanza della componente terrestre dell'armata belga; usato sia nella variante ordinaria sia in quella carabina (chiamate FNC M2 e FNC M3 rispettivamente).[9][10] In via di graduale rimpiazzo con lo FN SCAR.
- Repubblica Democratica del Congo[11]
- El Salvador[11]
- Repubblica Federale di Jugoslavia: Usato in quantità sconosciuta da Crvene beretke[12]
- Indonesia: Acquistati 10 000 fucili nel 1982.[13] Ora prodotto in licenza come Pindad SS1 e Pindad SS2.[14]
- Libia[15]
- Mali: Movimento popolare di liberazione dell'Azawad[16]
- Nigeria[17]
- Sri Lanka[18]
- Svezia: Accettato per l'uso nel 1986 e costruito in licenza da Bofors Carl Gustaf come Ak 5 (Automatkarbin 5).[19]
- Timor Est: Utilizzato dalle unità speciali della Polícia Nacional de Timor-Leste.[20]
- Tonga: Fucile d'ordinanza delle forze armate di Tonga.[11][21]
- Ucraina: Ricevuto come aiuto militare dal Belgio durante la Guerra russo-ucraina.[22]
- Venezuela[11]
- Vietnam: Utilizzato dalla Squadra militare di dimostrazione di tiro accurato.[11][23]

### Utilizzatori non statuali
- Provisional Irish Republican Army[24][25][26]